# 백자 반합
백자 반합(白磁 飯盒)은 조선시대 16세기 전반에 만들어진 백자 반합이다. 호림박물관이 소장하고 있다. 1984년 12월 7일 대한민국의 보물 제806호로 지정되었다.

## 개요
뚜껑과 몸체로 되어있다. 중앙에 보주형 꼭지와 그 주위로 2줄의 선이 음각되어 있고, 안 바닥에는 넓은 원심이 깎여 있으며 그 주위로 태토 비짐돌 받침자국이 나있다. 몸체는 입부분이 약간 오므라들고 풍만한 몸통과 밖으로 벌어진 높은 굽과 어울려 기품이 있고 엄정한 맛을 풍기고 있다.
태토는 담회색을 띤 백자토이고, 유색은 백색으로 두껍게 칠해졌으며, 광택이 은은하다.
풍만하고 엄정한 느낌을 주는 이 백자반합은 16세기 전반 중종 연간에 경기도 광주의 관영 사기공장인 무갑리 우산리 등의 가마에서 정교하게 구워 만든 것으로 풍만한 양감이 잘 나타나 있는 반합이다.
조선 초기의 뻗치는 힘과 격식을 갖춘 이 백자반합은 조선 초기 순백자를 대표하는 작품이다.

## 참고 자료
- 백자 반합 - 국가유산청 국가유산포털

 본 문서에는 서울특별시에서 지식공유 프로젝트를 통해 퍼블릭 도메인으로 공개한 저작물을 기초로 작성된 내용이 포함되어 있습니다.